# Loi de Tukey-lambda
En théorie des probabilités et en statistique, la loi de Tukey-lambda est une loi de probabilité à support compact ou infini, en fonction de la valeur de son paramètre. Cette loi est à densité, cependant sa densité ne possède pas d'expression analytique. La loi est alors définie par ses quantiles.

## Différents paramétrages
La loi de Tukey-lambda est connue de façon implicite par la distribution de ses quantiles:
{\displaystyle G(p)\equiv F^{-1}(p)={\begin{cases}\left[p^{\lambda }-(1-p)^{\lambda }\right]/\lambda ,&{\mbox{si }}\lambda \neq 0\\\operatorname {logit} (p),&{\mbox{si }}\lambda =0\end{cases}}}
avec la fonction logit.
Le paramètre {\displaystyle \lambda } est un paramètre de forme, comme le résume le tableau suivant.
| λ = −1   | approximativement une loi de Cauchy              |
| λ = 0    | exactement une loi logistique                    |
| λ = 0,14 | approximativement une loi normale                |
| λ = 0,5  | strictement concave                              |
| λ = 1    | exactement une loi uniforme continue sur]–1 ; 1[ |

La densité et la fonction de répartition de cette loi doivent être approchées numériquement. Cette loi a par la suite été généralisée.

### Lois de Tukey-lambda généralisées
- La version de Ramberg et Schmeiser[4]

{\displaystyle G(p)=\lambda _{1}+{p^{\lambda _{3}}-(1-p)^{\lambda _{4}} \over \lambda _{2}}}
- La version de Freimer, Mudholkar, Kollia et Lin[5]

{\displaystyle G(p)=\lambda _{1}+{{{\frac {p^{\lambda _{3}}}{\lambda _{3}}}-{\frac {(1-p)^{\lambda _{4}}}{\lambda _{4}}}} \over \lambda _{2}}}